# Екстра Ніна (співачка)
Ніна Дімітрова Панайотова (болг. Нина Димитрова Панайотова, нар. 5 грудня 1963 року, Враца, НРБ) — болгарська поп-співачка. 

## Дискографія
- Обичам те (1994)
- Ново начало (1995)
- Животе мой (1996)
- Любов в клетка (1997)
- Затвори очи (1997)
- Вечна измама (1998)
- Екстра жена (1999)
- Бяла Калина (2000)
- Долу маските (2000)
- Деветият елемент (2001)
- Позволи ми (2003)
- Оттук започва любовта (2004)
- Македонска сватба (2007)
- Мъжко момиче (2008)
- Мома варналийка (2019)